# Юдінці
Ю́дінці (рос. Юдинцы) — присілок у складі Свічинського району Кіровської області, Росія. Входить до складу Свічинського міського поселення.
Населення становить 3 особи (2010, 8 у 2002).
Національний склад станом на 2002 рік — росіяни 100 %.